# The Neighbourhood
A The Neighbourhood (néha rövidítve: THE NBHD) egy amerikai rockegyüttes, amelyet 2011-ben alapítottak Newbury Parkban, Kaliforniában. Az együttes tagjai Jesse Rutherford énekes, Jeremy Freedman és Zach Abels gitárosok, Mikey Margott basszusgitáros, illetve Brandon Alexander Fried dobos. Miután kiadták című középlemezeiket, az I’m Sorry...-t és a Thank You,-t az együttes megjelentette első stúdióalbumát, az I Love You.-t 2013-ban, a Columbia Records kiadón keresztül, amelyen szerepelt a The Neighbourhood legismertebb dala a Sweater Weather is. 
Ugyanebben az évben kiadtak még egy középlemezt, a The Love Collectiont, amelyet a #000000 & #FFFFFF mixtape és a Wiped Out! stúdióalbum követett 2014-ben és 2015-ben. 2018 márciusában megjelentették harmadik stúdióalbumukat, a The Neighbourhoodot, amelyet megelőzött két további középlemez, a Hard és a To Imagine. A korábbi szerepelt a Billboard 200-on is. Ezt követően még egy albumot adtak ki, a Chip Chrome & the Mono-Tonest. 
Az amerikai sajtó 2022 februárjában számolt be arról, hogy a zenekar határozatlan ideig szünetet tart.

## Története

### 2011–2013: megalakulás és azI Love You.
Az együttest 2011 augusztusában alapította Jesse Rutherford énekes, Jeremy Freedman és Zach Abels gitárosok, Mikey Margott basszusgitáros, illetve Bryan Sammis dobos. A nevük a szó brit helyesírása szerint van írva, hogy megkülönböztesse őket az azonos nevű, de a szó amerikai helyesírását használó zenekartól.
2012 elején a The Neighbourhood kiadta Female Robbery és Sweater Weather című dalait. 2012 májusában az együttes bemutatta első középlemezüket, az I’m Sorry...-t ingyenes letöltésként, amelynek producere Justyn Pilbrow volt. 2012 decemberében megjelentették második középlemezüket, a Thank You,-t.
Az együttes 2013-ban fellépett a Coachella Fesztiválon, I Love You. című debütáló stúdióalbumuk 2013. április 23-i megjelenése előtt. A lemez 39. helyen debütált a Billboard 200-on, 9000 példány kelt el belőle az első héten. Egy kislemez jelent meg róla, a Sweater Weather, amelynek videóklipjét 2013. április 16-án adták ki. Felléptek a dallal a Jimmy Kimmel Live-on, majd a kislemez első helyig jutott a Billboard Alternative Songs slágerlistán.
Az Imagine Dragons nyitófellépőjeként turnézott az együttes 2013 nyarán. A torontói Edgefest headlinerei voltak.

### 2014–2015: a#000000 & #FFFFFFés aWiped Out!
2014. január 16-án az együttes bejelentette, hogy Bryan Sammis dobos elhagyta a The Neighbourhoodot.
2013 áprilisában bejelentették The Love Collection Tour turnéjukat, a Lovelife-fal, a the 1975-val és JMSN-nel. 2013. december 10-én kiadták The Love Collection című középlemezüket. November 28-án pedig megjelentették #000000 & #FFFFFF című projektjüket. Közreműködött rajta többek között YG, Dej Loaf, French Montana, Danny Brown és G-Eazy.
2015 augusztusában az együttes bejelentette, hogy ki fogják adni második stúdióalbumukat, a Wiped Out!-ot. A R.I.P. 2 My Youth című kislemez jelent meg a projektről, amely 13. lett a Billboard 200-on.

### 2017–napjainkig: aHard to Imagine, aThe Neighbourhoodés aChip Chrome & the Mono-Tones
2017. szeptember 21-én az együttes kiadta a Hard című középlemezt, amely 183. lett a Billboard 200-on, amelyet a To Imagine EP követett, 2018 januárjában. 2018. március 9-én bejelentették harmadik stúdióalbumukat, a The Neighbourhoodot, amelyen szerepeltek dalok korábbi középlemezeikről. Később kiadták az album teljes verzióját, amelyen szerepelt az összes dal a lemezről, illetve a Hard To Imagine és az Ever Changing középlemezekről, Hard To Imagine The Neighbourhood Ever Changing címen.
2019. augusztus 16-án kiadták a Middle of Somewhere kislemez videóklipjét, amelyet október 10-én követett a Yellow Box. Az utóbbi szerepelt a Death Stranding videójátékban.
2020. július 31-én bejelentették negyedik stúdióalbumukat, a Chip Chrome & the Mono-Tonest. Egy kislemez jelent meg a projektről, a Cherry Flavoured.
2020 végén Sweater Weather és Daddy Issues című dalaik megújult népszerűségnek örvendtek a TikTok nevű videómegosztó platformon, amelynek köszönhetően a korábbi közel 1.2 milliárd, míg az utóbbi több, mint 610 millió lejátszással rendelkezik Spotifyon.

## Tagok
Jelenlegi tagok
- Jesse Rutherford – énekes (2011–napjainkig)
- Zachary Abels – gitár és ritmusgitár (2011–napjainkig), háttérénekes (2015–napjainkig)
- Jeremiah Freedman – ritmusgitár és gitár, háttérénekes (2011–napjainkig)
- Michael Margott – basszusgitár (2011–napjainkig), háttérénekes (2015–napjainkig)
- Brandon Fried – dobok, ütőhangszerek, háttérénekes (2014–2022)

Korábbi tagok
- Bryan Sammis – dobok, ütőhangszerek, háttérénekes (2011–2014)

Idővonal

## Diszkográfia

### Albumok

#### Stúdióalbumok
| Cím                                                         | Részletek                                                                               | Slágerlista | Slágerlista | Slágerlista | Slágerlista | Slágerlista | Slágerlista | Slágerlista | Slágerlista | Slágerlista | Slágerlista | Minősítések                  |
| Cím                                                         | Részletek                                                                               | US          | US Alt.     | US Rock     | AUS         | BEL         | CAN         | NLD         | NZ          | SCO         | UK          | Minősítések                  |
| ----------------------------------------------------------- | --------------------------------------------------------------------------------------- | ----------- | ----------- | ----------- | ----------- | ----------- | ----------- | ----------- | ----------- | ----------- | ----------- | ---------------------------- |
| I Love You.                                                 | - Megjelent: 2013. április 22. - Kiadó: Columbia - Formátum: CD, LP, digitális letöltés | 25          | 9           | 10          | —           | —           | 20          | —           | —           | 92          | 70          | - RIAA: Platina - BPI: Ezüst |
| Wiped Out!                                                  | - Megjelent: 2015. október 30. - Kiadó: Columbia - Formátum: CD, LP, digitális letöltés | 13          | 1           | 2           | 57          | 156         | 15          | —           | 37          | —           | 86          | - RIAA: Arany                |
| The Neighbourhood                                           | - Megjelent: 2018. március 9. - Kiadó: Columbia - Formátum: CD, LP, digitális letöltés  | 61          | 4           | 10          | —           | —           | 89          | 106         | —           | —           | —           |                              |
| Chip Chrome & the Mono-Tones                                | - Megjelent: 2020. szeptember 25. - Kiadó: Columbia - Formátum: LP, digitális letöltés  | —           | 25          | 44          | —           | —           | —           | —           | —           | —           | —           |                              |
| —: az album nem szerepelt slágerlistákon az adott régióban. |                                                                                         |             |             |             |             |             |             |             |             |             |             |                              |

#### Újrakiadott albumok
| Cím                                             | Részletek                                                                               |
| ----------------------------------------------- | --------------------------------------------------------------------------------------- |
| Hard to Imagine The Neighbourhood Ever Changing | - Megjelent: 2018. november 2. - Kiadó: Columbia - Formátum: CD, LP, digitális letöltés |

### Középlemezek
| Cím                                                             | Részletek                                                                                            | Slágerlista | Slágerlista | Slágerlista |
| Cím                                                             | Részletek                                                                                            | US          | US Rock     | NZ          |
| --------------------------------------------------------------- | --- | ----------- | ----------- | ----------- |
| I’m Sorry...                                                    | - Megjelent: 2012. május 7. - Kiadó: Columbia - Formátum: CD, 10 inches lemez, digitális letöltés    | —           | —           | —           |
| Thank You,                                                      | - Megjelent: 2012. december 17. - Kiadó: Columbia - Formátum: CD, 7 inches lemez, digitális letöltés | —           | —           | —           |
| Spotify Sessions                                                | - Megjelent: 2013. június 18. - Kiadó: Columbia - Formátum: digitális letöltés                       | —           | —           | —           |
| The Love Collection                                             | - Megjelent: 2013. december 10. - Kiadó: Columbia - Formátum: digitális letöltés                     | —           | —           | —           |
| Hard                                                            | - Megjelent: 2017. szeptember 22.> - Kiadó: Columbia - Formátum: digitális letöltés                  | 183         | 39          | —           |
| To Imagine                                                      | - Megjelent: 2018. január 12. - Kiadó: Columbia - Formátum: digitális letöltés                       | —           | —           | —           |
| Hard to Imagine                                                 | - Megjelent: 2018. március 9. - Kiadó: Columbia - Formátum: digitális letöltés                       | —           | —           | —           |
| Ever Changing                                                   | - Megjelent: 2018. szeptember 21. - Kiadó: Columbia - Formátum: digitális letöltés                   | —           | —           | —           |
| —: a középlemez nem szerepelt slágerlistákon az adott régióban. | |             |             |             |

### Mixtape-ek
| Cím               | Részletek                                                                                 |
| ----------------- | ----------------------------------------------------------------------------------------- |
| #000000 & #FFFFFF | - Release: 2014. november 28. - Kiadó: Columbia - Formátum: digitális letöltés, streaming |

### Kislemezek
| Cím                                                           | Év   | Slágerlista | Slágerlista | Slágerlista | Slágerlista | Slágerlista | Slágerlista | Slágerlista | Slágerlista | Slágerlista | Slágerlista | Minősítések                                                                                           | Album                        |
| Cím                                                           | Év   | US          | US Rock     | CAN         | FRA         | GRE         | IRE         | POR         | SCO         | UK          | WW          | Minősítések                                                                                           | Album                        |
| ------------------------------------------------------------- | ---- | ----------- | ----------- | ----------- | ----------- | ----------- | ----------- | ----------- | ----------- | ----------- | ----------- | --- | ---------------------------- |
| Female Robbery                                                | 2012 | —           | —           | —           | —           | —           | —           | —           | —           | —           | —           | | I Love You.                  |
| Sweater Weather                                               | 2012 | 14          | 4           | 68          | —           | 18          | 99          | 58          | 49          | 49          | 62          | - RIAA: 6× Platina - ARIA: Platina - BPI: Platina - FIMI: Platina - IFPI DK: Arany - IFPI GR: Platina | I Love You.                  |
| Let It Go                                                     | 2013 | —           | —           | —           | —           | —           | —           | —           | —           | —           | —           | | I Love You.                  |
| Afraid                                                        | 2013 | —           | 18          | —           | —           | —           | —           | —           | —           | —           | —           | - RIAA: Platina                                                                                       | I Love You.                  |
| R.I.P. 2 My Youth                                             | 2015 | —           | 13          | —           | 121         | —           | —           | —           | 51          | 85          | —           | - RIAA: Arany                                                                                         | Wiped Out!                   |
| Daddy Issues                                                  | 2015 | —           | 37          | —           | —           | 40          | —           | 127         | —           | —           | —           | - RIAA: Platina - ARIA: Arany - BPI: Ezüst - IFPI GR: Arany                                           | Wiped Out!                   |
| Scary Love                                                    | 2017 | —           | 19          | —           | —           | —           | —           | —           | —           | —           | —           | | The Neighbourhood            |
| Livin’ in a Dream                                             | 2018 | —           | —           | —           | —           | —           | —           | —           | —           | —           | —           | | Ever Changing EP             |
| Middle of Somewhere                                           | 2019 | —           | —           | —           | —           | —           | —           | —           | —           | —           | —           | | Chip Chrome & the Mono-Tones |
| Yellow Box                                                    | 2019 | —           | —           | —           | —           | —           | —           | —           | —           | —           | —           | | Death Stranding: Timefall    |
| Cherry Flavoured                                              | 2020 | —           | —           | —           | —           | —           | —           | —           | —           | —           | —           | | Chip Chrome & the Mono-Tones |
| Lost in Translation                                           | 2020 | —           | —           | —           | —           | —           | —           | —           | —           | —           | —           | | Chip Chrome & the Mono-Tones |
| Stargazing                                                    | 2020 | —           | 41          | —           | —           | —           | —           | —           | —           | —           | —           | | Chip Chrome & the Mono-Tones |
| Fallen Star                                                   | 2021 | —           | —           | —           | —           | —           | —           | —           | —           | —           | —           | | nem jelent meg albumon       |
| —: a kislemez nem szerepelt slágerlistákon az adott régióban. |      |             |             |             |             |             |             |             |             |             |             | |                              |

#### Promóciós kislemezek
| Cím                                                           | Év   | Slágerlista | Slágerlista | Album                        |
| Cím                                                           | Év   | US Alt.     | US Rock     | Album                        |
| ------------------------------------------------------------- | ---- | ----------- | ----------- | ---------------------------- |
| #icanteven (French Montana közreműködésével)                  | 2014 | —           | —           | #000000 & #FFFFFF            |
| The Beach                                                     | 2015 | —           | 34          | Wiped Out!                   |
| Prey                                                          | 2015 | —           | 39          | Wiped Out!                   |
| Stuck With Me                                                 | 2017 | —           | 42          | The Neighbourhood            |
| Void                                                          | 2018 | —           | 45          | The Neighbourhood            |
| Nervous                                                       | 2018 | —           | 38          | The Neighbourhood            |
| Devil’s Advocate                                              | 2020 | —           | —           | Chip Chrome & the Mono-Tones |
| Pretty Boy                                                    | 2020 | —           | —           | Chip Chrome & the Mono-Tones |
| —: a kislemez nem szerepelt slágerlistákon az adott régióban. |      |             |             |                              |

### További slágerlistán szereplő dalok
| Cím                                                                               | Év   | Slágerlista | Slágerlista | Album      |
| Cím                                                                               | Év   | US Alt.     | US Rock     | Album      |
| --------------------------------------------------------------------------------- | ---- | ----------- | ----------- | ---------- |
| Cry Baby                                                                          | 2015 | 35          | 25          | Wiped Out! |
| Single                                                                            | 2015 | —           | 49          | Wiped Out! |
| 24/7                                                                              | 2017 | —           | 49          | Hard       |
| —: a kislemez nem szerepelt slágerlistákon vagy nem jelent meg az adott régióban. |      |             |             |            |

### Más megjelenések
| Cím    | Év   | Album                                                            |
| ------ | ---- | ---------------------------------------------------------------- |
| Honest | 2014 | The Amazing Spider-Man 2: The Original Motion Picture Soundtrack |

### Videóklipek
| Cím                 | Év   | Rendező                    |
| ------------------- | ---- | -------------------------- |
| Female Robbery      | 2012 | ENDS                       |
| Let It Go           | 2012 | ENDS                       |
| A Little Death      | 2012 | ENDS                       |
| Sweater Weather     | 2013 | ENDS                       |
| Afraid              | 2013 | ENDS                       |
| Lurk                | 2014 | Ismeretlen                 |
| #icanteven          | 2015 | Eif Rivera                 |
| Dangerous           | 2015 | Jake Janisse               |
| Warm                | 2015 | Dexter Navy                |
| R.I.P. 2 My Youth   | 2015 | Hype Williams              |
| Daddy Issues        | 2016 | Warren Kommers             |
| Hard to Imagine     | 2018 | Jack Begert                |
| Scary Love          | 2018 | Jennifer Juniper Stratford |
| Middle of Somewhere | 2019 | Alex McDonell              |